# إيمي ماكدونالد
إيمي ماكدونالد (بالإنجليزية: Amy Macdonald) (من مواليد 25 أغسطس 1987 في بيشاب بريغز) هي مغنية مؤلفة وموسيقية إسكتلندية.

## وصلات خارجية
- إيمي ماكدونالد على موقع IMDb (الإنجليزية)
- إيمي ماكدونالد على موقع ميوزك برينز (الإنجليزية)
- إيمي ماكدونالد على موقع أول ميوزيك (الإنجليزية)
- إيمي ماكدونالد على موقع ديسكوغز (الإنجليزية)

  - Amy Macdonald الموقع الرسمي